# Almagellerhütte
La Almagellerhütte è un rifugio situato nel comune di Saas Almagell (Vallese), nella valle Saastal, nelle Alpi Pennine, a 2.894 m s.l.m.

## Storia
Il rifugio è stato aperto nel 1984.

## Caratteristiche e informazioni
Il rifugio è costituito di una struttura in pietra e muratura ed è dotato di 120 posti. Solitamente rimane sempre aperto ma è custodito da giugno a settembre.

## Accessi
L'accesso avviene normalmente dall'abitato di Saas Almagell.

## Ascensioni
- Pizzo d'Andolla - 3.654 m
- Weissmies - 4.023 m

## Traversate
- Weissmieshütte - 2.726 m